# La donna cannibale
La donna cannibale è un racconto che appartiene alla leggende aborigene.

## Trama
La protagonista è Prupe, una vecchia cieca che viveva in solitudine nei pressi di un villaggio ed era diventata una cannibale che prediligeva i corpicini dei bambini. Non molto distante dalla cannibale viveva sua sorella Koromarange, che era a conoscenza del terribile segreto della cieca e nonostante questo un giorno portò una sua nipote nell'accampamento. Purtroppo la cieca, grazie al suo sesto senso, si accorse della deliziosa nuova presenza e premeditò di rapirla in assenza della sorella anche perché era convinta di poter riacquistare la vista dopo aver preso gli occhi della piccina. La sorella della cannibale intuì quello che stava accadendo e preparò una trappola mortale per la cieca scavando un profondo buco nel terreno in fondo al quale collocò pali appuntiti. La cieca cadde nella trappola e restò infilzata sui pali.

Ancora oggi, chi si avvicina all'accampamento di Prupe rintraccia facilmente una grande fossa circondata da una vegetazione bruciata che attesta la triste fine della cannibale.